# Uschi Horner
Uschi Horner (* 20. Oktober 1967 in Wien) ist eine österreichische Theaterregisseurin.

## Werdegang
Uschi Horner absolvierte ihre Schulzeit in Wien. Nach einer Musicalausbildung am TanzForumWien machte sie im Kabarett Simpl ihre erste Bühnenerfahrung. In den Jahren 1989 und 1990 arbeitete Horner als Sprecherin und Moderatorin der Kindersendung Am dam des beim ORF. Nach dem Gesangsstudium an der Hochschule für Musik und darstellende Kunst in Wien wirkte sie als Choristin in über dreißig Produktionen der Wiener Staatsoper sowie der Salzburger Festspiele mit. Während dieser Zeit begann sie auch ihre solistische Tätigkeit als Konzert- und Oratoriensängerin.
Die spontane Übernahme einer Inspizienz führte sie ins Reich hinter den Kulissen. Durch Assistenzen bei Regisseuren wie Roman Polański, Friedrich Meyer-Oertel, Michael Temme uva. erlernte sie das Regiehandwerk und ist seitdem als freiberufliche Regisseurin tätig. Zu ihren bisherigen Arbeiten zählen Grease, Little Shop of Horrors, Die Geschichte vom Soldaten, Bastien und Bastienne, Rinaldo, Der Vogelhändler, Hilfe, Hilfe, die Globolinks, Im Weißen Rössl, Don Giovanni, Der Barbier von Sevilla, The Old Maid And The Thief, Eine Nacht in Venedig, In 80 Tagen um die Welt und L’italiana in Algeri in Europa und den USA.
Weiters ist sie als Pädagogin für szenische Gestaltung und Musikvermittlung (Wiener Musikverein) tätig und schreibt Textbücher und Libretti. 2010 inszenierte sie im Brucknerhaus in Linz.